# Ricardo Otxoa

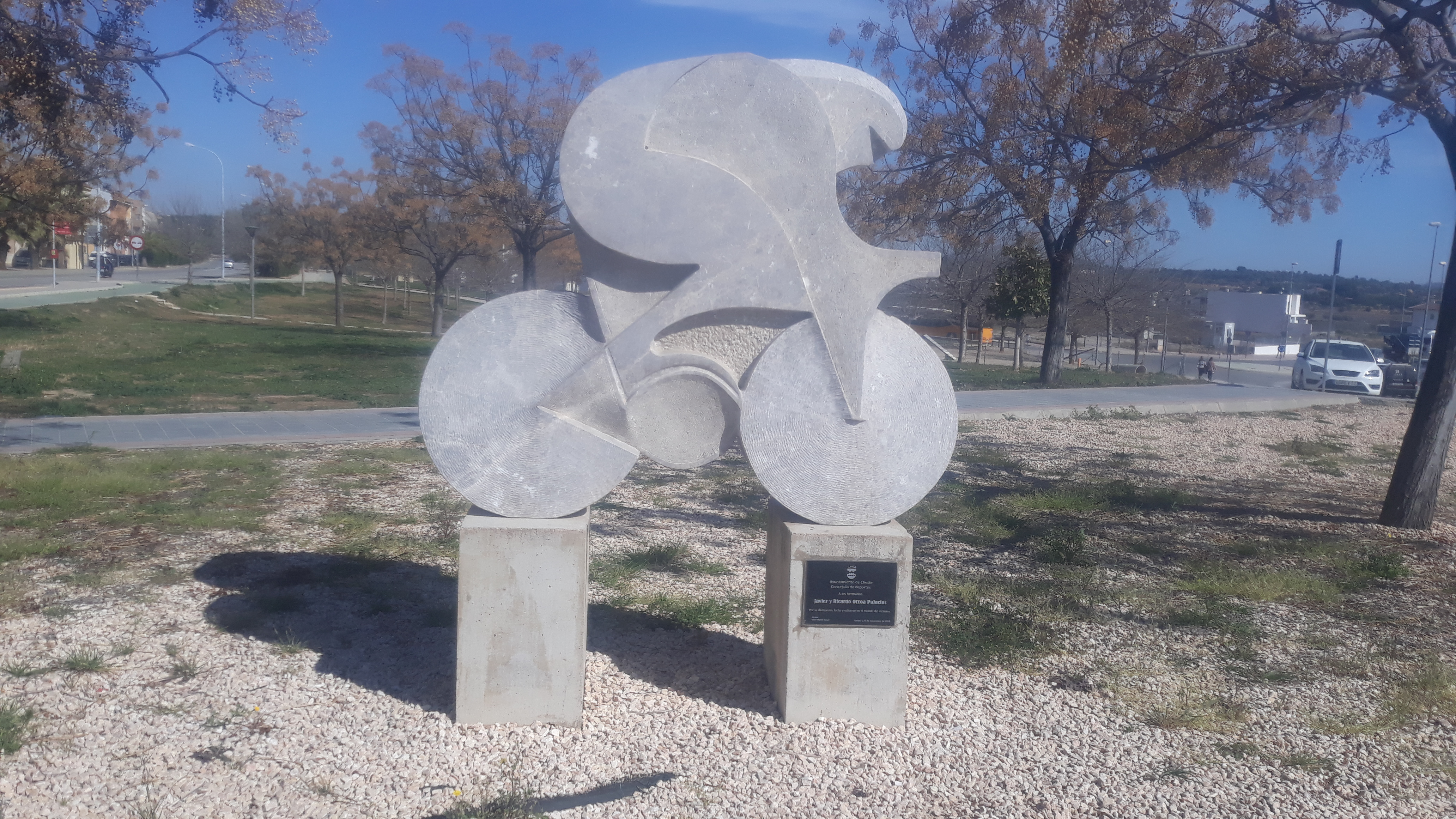
Monument voor Ricardo Otxoa

Ricardo Otxoa Palacios (Barakaldo, 30 augustus 1974 – Cártama, 15 februari 2001) was een Spaanse wielrenner. Op 15 februari 2001 werden hij en zijn tweelingbroer Javier tijdens een training in de buurt van Málaga aangereden door een auto. Ricardo overleed en Javier raakte twee maanden in coma. Ter nagedachtenis aan Ricardo Otxoa is er in Málaga een monument voor hem neergezet. Ook is er in zijn geboorteplaats een straat naar hem vernoemd.
Na het ongeluk werd het Circuito de Getxo omgedoopt tot de Memorial Ricardo Otxoa.

## Overwinningen
Geen

## Resultaten in voornaamste wedstrijden
| Jaar | Ronde van Italië | Ronde van Frankrijk | Ronde van Spanje |
| ---- | ---------------- | ------------------- | ---------------- |
| 2000 | 42e              |                     |                  |

| Jaar | Luik-Bast.‑Luik |
| ---- | --------------- |
| 2000 | 95e             |